# Ellen Thesleff
Ellen Thesleff (Helsinki, 5 ottobre 1869 – Helsinki, 12 gennaio 1954) è stata una pittrice finlandese, considerata una dei principali pittori modernisti ed espressionisti finlandesi.

## Biografia
Thesleff era la figlia maggiore di cinque fratelli e suo padre era un pittore dilettante. Prese lezioni private e poi nel 1887, studiò per due anni presso la Scuola di disegno della Società d'arte finlandese (oggi conosciuta come Accademia finlandese di belle arti) con Gunnar Berndtson. Nel 1891 si trasferì a Parigi e si iscrisse all'Académie Colarossi.
Thesleff trascorse tutta la sua vita in Finlandia, Francia e Italia, visitando l'Italia per la prima volta nel 1894. In Finlandia aveva una tenuta di famiglia  nei pressi di Ruovesi. Non si sposò mai.

## Carriera
Thesleff prese parte a molte grandi mostre nel XX secolo; in particolare nel 1949 i suoi dipinti furono esposti in una grande mostra di arte nordica a Copenaghen e furono elogiati dalla critica.
All'inizio della sua carriera, Thesleff lavorò su dipinti simbolisti nello stile simile a Eugène Carrière, anche se essa stessa dichiarava di essere stata maggiormente influenzata da Édouard Manet. Successivamente passò all'espressionismo e al modernismo, in particolare ai paesaggi.
Thesleff è stata inclusa nella mostra del 2018 Women in Paris 1850-1900.